# Mario Carreras
Mario Carreras (Buenos Aires, 14 de abril de 1966) es un exrugbista argentino que se desempeñaba como octavo. Fue internacional con los Pumas de 1987 a 1992.

## Carrera
Desarrolló toda su carrera en el Olivos Rugby Club, donde fue capitán y compañero de los Pumas Mariano Bosch, Sergio Carossio y Guillermo Holmgren.

### Palmarés
- Campeón del Sudamericano de Rugby A de 1987 y 1991.
- Campeón del Campeonato Argentino de 1986, 1991 y 1994.
- Campeón del Seven de la UAR de 1991.
- Campeón del Seven de Olivos de 1985, 1987, 1989 y 1996.

## Selección nacional
Rodolfo O'Reilly lo convocó a los Pumas para disputar el Sudamericano de Rugby 1987 y allí debutó contra los Yacarés, siendo titular. No volvió a ser convocado recién hasta 1991, cuando Luis Gradín lo seleccionó para enfrentar a los All Blacks y en la primera prueba Carreras marcó un try.
Gradín dejó de considerarlo tras el duelo contra Les Bleus en 1992 y prefirió en su lugar a Sebastián Irazoqui y Cristián Viel. En total jugó ocho pruebas y anotó dos tries (ocho puntos en aquel entonces).

### Participaciones en Copas del Mundo
Gradín lo llevó a Inglaterra 1991 como titular indiscutido, formando la tercera línea junto a José Santamarina y el capitán Pablo Garretón. Jugó todas las pruebas, no marcó puntos y enfrentó a los Wallabies, los poderosos Dragones rojos y la físicamente dura Samoa.
| Mundial                       | Sede       | Resultado      | PJ | Tries |
| ----------------------------- | ---------- | -------------- | -- | ----- |
| Copa Mundial de Rugby de 1991 | Inglaterra | Fase de grupos | 3  | 0     |